# Adonis Creed
Adonis Johnson Creed est un personnage fictif de la saga Creed, dérivée de la saga Rocky. Il est interprété par Michael B. Jordan.

## Biographie fictive
Adonis est le fils illégitime du boxeur et ancien champion du monde poids-lourds Apollo Creed, mort au cours d'un match d'exhibition en 1985 contre Ivan Drago. Il est recueilli en 1998 par Mary Anne Creed, la veuve d'Apollo, alors qu'Adonis est en centre de détention pour délinquants juvéniles. Adonis Creed se fait d'abord appeler Adonis Johnson, le nom de sa mère, car il ne veut pas porter celui de son père. Il vit à Hollywood mais participe à des combats clandestins au Mexique. Quand il se décide à embrasser la carrière de boxeur, Adonis décide de partir s'installer à Philadelphie et va à la rencontre de Rocky Balboa, rival devenu ami et entraîneur de son père. Si Rocky est réticent à réintégrer la boxe, il finit par accepter.
Adonis emménage chez Rocky en séjournant dans l'ancienne chambre de Paulie. Il entame également une relation avec Bianca Porter, une musicienne qui souffre d'une maladie dégénérative de l'ouïe. Adonis commence à se faire un nom sur le ring et la rumeur qu'il serait le fils d'Apollo Creed se répand. Il a alors une proposition : le champion du monde des poids lourds-légers britannique "Pretty" Ricky Conlan doit prendre une retraite forcée et son manager propose un match pour le titre contre Adonis si ce dernier accepte de boxer sous le nom d'Adonis Creed. Avec le soutien de Bianca et Mary Anne, Adonis accepte. Pendant la préparation, on diagnostique à Rocky un lymphome non-hodgkinien. Refusant d'abord le traitement, Adonis le poussera à continuer.
Le combat a lieu à Liverpool, la ville de Conlan, dans le stade de Goodison Park. Adonis reçoit le short de combat aux couleurs du drapeau américain de son père de la part de Mary Anne. Malgré des premiers rounds difficiles pour lui, Adonis tient les 12 rounds, parvenant à envoyer le champion au tapis pour la première fois de sa carrière. Par ce match, malgré sa défaite aux points, il obtient le respect du public et de la profession. Conlan félicite Adonis en lui disant d'être fier de porter le nom de Creed et qu'il est l'avenir de la boxe.
Durant les trois ans qui suivent, Adonis enchaîne six victoires et obtient un match pour le championnat poids-lourds contre Danny « Stuntman » Wheeler, qu'il remporte par KO au 3e round. La victoire ne convainc pas vraiment, Wheeler étant déjà considéré en fin de carrière. Le promoteur Buddy Marcelle profite des doutes d'Adonis pour proposer une rencontre contre Viktor Drago, le fils d'Ivan Drago, boxeur lui aussi entraîné par son père. Rocky lui déconseille d'accepter, estimant qu'Adonis combattrait pour les mauvaises raisons, d'autant qu'il s'est fiancé à Bianca et qu'elle est enceinte. Adonis accepte malgré tout la rencontre, prend Tony « Little Duke » Evers comme entraîneur, quitte Philadelphie pour retourner en Californie et monte sur le ring en proie au doute. Il finit gravement blessé (côtés brisées, arcade cassée, fracture du rein), ne conservant la ceinture que grâce à la disqualification de Viktor Drago, qui lui a porté un uppercut alors qu'Adonis avait un genou au sol. Sur demande de Mary Anne Creed, Rocky vient en Californie reprendre l'entrainement d'Adonis et le préparer à la revanche que le public demande. La fille d'Adonis et Bianca, Amara, naît et montre des signes de surdité qu'elle a hérités de sa mère. Pour le préparer physiquement, Rocky emmène Adonis dans un camp d'entrainement sauvage dans le désert californien, où il supporte la douleur sous un soleil ardent. Le match revanche a lieu en Russie et Adonis monte sur le ring le corps prêt à endurer la douleur physique, plus concentré et déterminé. Comme lors de l'affrontement de Rocky contre Ivan Drago, Adonis veut pousser Viktor au-delà du 4e round, ce qu'il n'a jamais fait. Adonis esquive et malgré une nouvelle fracture des côtes, il endure la douleur et parvient à envoyer son adversaire à terre. Quand Ivan voit que son fils perd sa concentration alors que Ludmila, la mère de Viktor, quitte la salle, Ivan jette l'éponge et Adonis conserve la ceinture.

## Œuvres où le personnage apparaît
- Creed : L'Héritage de Rocky Balboa (Creed) (Ryan Coogler, 2015), interprété par Michael B. Jordan
- Creed 2 (Creed II) (Steven Caple Jr., 2018), interprété par Michael B. Jordan
- Creed 3 (Creed III) (Michael B. Jordan, 2022), interprété par Michael B. Jordan